# Боровская-Южная (платформа)
Боровская-Южная (укр. Борівська Південна) — остановочный пункт Южной железной дороги, находящийся с краю села Боровая Змиевского района. Поезда дальнего следования по платформе Боровская-Южная не останавливаются.

## Общая информация
Станция представляет собой две низких платформы, по одной на каждый путь. Билетной кассы не имеет. Навесов нет.